# Ismaridae
Die Ismaridae sind eine Familie der Hautflügler. Alle Arten, sind, soweit ihre Biologie bekannt ist, Parasitoide von Zikadenwespen (Familie Dryinidae). Da die Zikadenwespen selbst Parasitoide (von Zikaden) sind, macht sie das zu obligaten Hyperparasiten.

## Merkmale
Es handelt sich um sehr kleine Wespen mit einer Körperlängen etwa zwischen zwei und knapp 4 Millimeter mit meist glatter, wie poliert wirkender Kutikula und relativ gedrungenem Körperbau. Die meisten Arten sind schwarz gefärbt, wenige zeigen auch braune bis gelbbraune Färbung; Beine und Antennen sind oft teilweise gelb gefärbt. Der in Aufsicht quere Kopf trägt zweispitzige (bidentate) Mandibeln, die Labialpalpen sind dreigliedrig, die Maxillarpalpen vier- oder fünfgliedrig. Die fadenförmigen Antennen besitzen beim Weibchen 14, beim Männchen 15 Segmente. Das erste Antennensegment, der Scapus, ist länger als die übrigen, aber nicht stark verlängert, etwa zweieinhalb mal so lang wie breit. Das vierte Antennensegment nur der Männchen (selten zusätzlich auch das dritte) ist abgewandelt und trägt besondere, artspezifische Strukturen. Die Antennen inserieren relativ tief, nahe zum Clypeus, ihre Einlenkungsstelle ist nach unten durch einen queren Kiel abgegrenzt. Im Gegensatz zu den meisten Diapriidae sitzen die Antennen nicht auf einem erhabenen Antennensockel.
Am Rumpfabschnitt (Mesosoma) trägt das Pronotum lange Behaarung. Die Notauli, längs orientierte Furchen, die bei den meisten verwandten Gruppen auftreten, sind zu zwei kleinen Grübchen reduziert. Das Scutellum ist am Ende erhaben, die Spitze ist meist abgerundet, bei vielen amerikanischen Arten am Ende abgestutzt. Das Propodeum trägt sowohl Längs- wie auch Querkiele. An den Beinen sind insbesondere die Vorderschienen (Tibien) bemerkenswert: diese tragen neben dem normalen Sporn einen zweiten, meist blass gefärbten „falschen“ Sporn (umgewandelte Borste oder Seta). Die Vorderflügel besitzen eine geschlossene (d. h. auf allen Seiten durch Adern begrenzte) Radialzelle, ein Flügelmal (Pterostigma) fehlt. Die Hinterflügel besitzen keine geschlossene Basalzelle.
Der freie Hinterleib (Metasoma oder Gaster) beginnt mit einem kurzen Stielglied (Petiolus). An den folgenden Segmenten sind die Tergite oft verschmolzen und bilden eine hart sklerotisierte, als Carapax bezeichnete Struktur. Je nach Art sind noch Nähte zwischen ihnen erkennbar oder sie sind völlig fusioniert. Der Hinterleib der Weibchen ist oft zur Spitze hin etwas bauchseitig eingekrümmt, der Legebohrer (Ovipositor) ist verborgen und nicht frei sichtbar.

## Biologie und Lebensweise
Die Biologie der meisten Arten ist unbekannt, es ist aber davon auszugehen, dass wie bei allen verwandten Gruppen auch, alle Arten Parasitoide sind. Bei den Arten, bei denen eine Wirtsbeziehung ermittelt werden konnte, waren die Wirte Zikadenwespen der Gattungen Anteon und Aphelophus.

## Verbreitung
Die Familie ist nahezu weltweit verbreitet, gilt aber überall als selten, sie wird wegen der fehlenden ökonomischen Bedeutung aber wenig erforscht. Die Mehrzahl der Nachweise stammt aus Paläarktis und Nearktis, dies ist aber wohl im Wesentlichen erfassungsbedingt. Funde existieren auch aus Südamerika, aus dem tropischen Asien und Afrika, und Australien. Im temperaten Europa sind vier Arten verbreitet: Ismarus dorsiger, Ismarus rugulosus, Ismarus flavicornis, Ismarus halidayi. Aus Spanien ist bisher nur Ismarus dorsiger nachgewiesen.

## Phylogenie und Taxonomie
Die Gruppe umfasst nur zwei Gattungen:
- Ismarus mit 29 Arten[4]
- Szelenyioprioides mit einer Art, Szelenyioprioides amedialis aus der Mongolei[5].

Über Rang und Stellung der Gruppe innerhalb der Hautflügler bestehen noch keine Einigkeit. Traditionell wird sie als Unterfamilie Ismarinae innerhalb der Familie Diapriidae aufgefasst, diese Einstufung wird auch heute noch von vielen Taxonomen aufrechterhalten. Allerdings verhält sich die (allein getestete) Gattung Ismarus in molekularen Verwandtschaftsanalysen (anhand homologer DNA-Sequenzen) meist abweichend, so dass die Monophylie der Familie Diapriidae dadurch fraglich wird. (aber nicht in allen:). Deshalb wurden sie von Sharkey et al. 2012 in den Familienrang erhoben.
Die enge Verwandtschaft mit den Diapriidae, und die Einbeziehung in die Überfamilie Diaprioidea, gilt als recht gut abgesichert, abweichende Platzierungen sind bisher nicht vorgeschlagen worden.